# Distrito de Inukami (Shiga)
El distrito de Inukami (犬上郡 Inukami-gun?) es un distrito localizado en la prefectura de Shiga, Japón. En junio de 2019 tenía una población de 21.205 habitantes y una densidad de población de 135 personas por km². Su área total es de 157,2 km².

## Localidades
- Kōra
- Taga
- Toyosato

## Transición
Las autonomías en azul claro son pueblos, las autonomías en azul más oscuro son villas y las autonomías en gris no pertenecen al distrito.
| 1 de abril de 1889         | 1889 - 1926                                      | 1927 - 1944                                 | 1945 - 1954                                | 1955 - 1989                                      | 1955 - 1989                                      | 1990 -   | Actualidad |
| -------------------------- | ------------------------------------------------ | ------------------------------------------- | ------------------------------------------ | ------------------------------------------------ | ------------------------------------------------ | -------- | ---------- |
| Hikone (彦根)              | Hikone                                           | 11 de febrero de 1937 Ciudad de Hikone      | Hikone                                     | Hikone                                           | Hikone                                           | Hikone   | Hikone     |
| Kita-aoyagi (北青柳)       | Kita-aoyagi                                      | 11 de febrero de 1937 Ciudad de Hikone      | Hikone                                     | Hikone                                           | Hikone                                           | Hikone   | Hikone     |
| Kita-aoyagi (北青柳)       | 6 de marzo de 1891 separación Matsubara (松原)   | 11 de febrero de 1937 Ciudad de Hikone      | Hikone                                     | Hikone                                           | Hikone                                           | Hikone   | Hikone     |
| Aonami (青波)              | Aonami                                           | 11 de febrero de 1937 Ciudad de Hikone      | Hikone                                     | Hikone                                           | Hikone                                           | Hikone   | Hikone     |
| Fukumitsu (福満)           | Fukumitsu                                        | 11 de febrero de 1937 Ciudad de Hikone      | Hikone                                     | Hikone                                           | Hikone                                           | Hikone   | Hikone     |
| Chimoto (千本)             | Chimoto                                          | 11 de febrero de 1937 Ciudad de Hikone      | Hikone                                     | Hikone                                           | Hikone                                           | Hikone   | Hikone     |
| Isoda (磯田)               | Isoda                                            | 10 de junio de 1942 incorporación en Hikone | Hikone                                     | Hikone                                           | Hikone                                           | Hikone   | Hikone     |
| Minami-aoyagi (南青柳)     | Minami-aoyagi                                    | 10 de junio de 1942 incorporación en Hikone | Hikone                                     | Hikone                                           | Hikone                                           | Hikone   | Hikone     |
| Hinatsu (日夏)             | Hinatsu                                          | Hinatsu                                     | 1 de abril de 1950 incorporación en Hikone | Hikone                                           | Hikone                                           | Hikone   | Hikone     |
| Kawase (川瀬)              | 16 de agosto de 1890 renombrada a Kawase (河瀬)  | Kawase                                      | Kawase                                     | 30 de septiembre de 1956 incorporación en Hikone | 30 de septiembre de 1956 incorporación en Hikone | Hikone   | Hikone     |
| Yasumizu (安水)            | 25 de junio de 1892 renombrada a Kameyama (亀山) | Kameyama                                    | Kameyama                                   | 30 de septiembre de 1956 incorporación en Hikone | 30 de septiembre de 1956 incorporación en Hikone | Hikone   | Hikone     |
| Takamiya (高宮)            | 10 de septiembre de 1912 Takamiya                | Takamiya                                    | Takamiya                                   | 3 de abril de 1957 incorporación en Hikone       | 3 de abril de 1957 incorporación en Hikone       | Hikone   | Hikone     |
| Taga (多賀)                | Taga                                             | 3 de noviembre de 1941 Taga                 | Taga                                       | 1 de abril de 1955 Taga                          | 1 de abril de 1955 Taga                          | Taga     | Taga       |
| Kyūtoku (久徳)             | Kyūtoku                                          | 3 de noviembre de 1941 Taga                 | Taga                                       | 1 de abril de 1955 Taga                          | 1 de abril de 1955 Taga                          | Taga     | Taga       |
| Seritani (芹谷)            | Seritani                                         | 3 de noviembre de 1941 Taga                 | Taga                                       | 1 de abril de 1955 Taga                          | 1 de abril de 1955 Taga                          | Taga     | Taga       |
| Ōtaki (大滝)               | Ōtaki                                            | Ōtaki                                       | Ōtaki                                      | 1 de abril de 1955 Taga                          | 1 de abril de 1955 Taga                          | Taga     | Taga       |
| Wakigahata (脇ヶ畑)        | Wakigahata                                       | Wakigahata                                  | Wakigahata                                 | 1 de abril de 1955 Taga                          | 1 de abril de 1955 Taga                          | Taga     | Taga       |
| Higashi-kōra (東甲良)      | Higashi-kōra                                     | Higashi-kōra                                | Higashi-kōra                               | 1 de abril de 1955 Kōra (甲良)                   | 1 de abril de 1955 Kōra (甲良)                   | Kōra     | Kōra       |
| Nishi-kōra (西甲良)        | Nishi-kōra                                       | Nishi-kōra                                  | Nishi-kōra                                 | 1 de abril de 1955 Kōra (甲良)                   | 1 de abril de 1955 Kōra (甲良)                   | Kōra     | Kōra       |
| Toyosato (豊郷)            | Toyosato                                         | Toyosato                                    | Toyosato                                   | 30 de septiembre de 1956 Toyosato                | 11 de febrero de 1971 Toyosato                   | Toyosato | Toyosato   |
| Echi D Villa de Hie (日枝) | Echi D, Hie                                      | Echi D, Hie                                 | Echi D, Hie                                | 30 de septiembre de 1956 Toyosato                | 11 de febrero de 1971 Toyosato                   | Toyosato | Toyosato   |